# Asmate aureolineata
Asmate aureolineata là một loài bướm đêm trong họ Geometridae.